# Цудзии, Нобуюки
Нобуюки Цудзии (яп. 辻井 伸行 Цудзии Нобуюки, род. 13 сентября 1988) — незрячий от рождения японский пианист и композитор, получивший золотую медаль на тринадцатом Конкурсе пианистов имени Вана Клиберна в Техасе.

## Жизненный путь
В результате врождённой аномалии Нобуюки Цудзии появился на свет незрячим. С самого раннего детства он обнаружил незаурядные музыкальные способности. В возрасте двух лет на детском пианино он сыграл рождественскую песню «Jingle Bells», по слуху запомнив эту мелодию. В четыре года он начал систематически заниматься музыкой, в десять лет состоялся его дебют на сцене Симфонического центра Осаки. В двенадцать лет Нобуюки играл в токийском Сантори Холл, а также в нью-йоркском концертном зале Карнеги-холл.
«Новогодний концерт — 2002», в котором четырнадцатилетний пианист играл в сопровождении оркестра под управлением дирижёра Сэйдзи Одзавы, занял второе место среди классических альбомов. В 2005 году Нобуюки Цудзии получил специальную награду критиков «Diplomas — TiFC» на Конкурсе пианистов имени Шопена в Варшаве. В апреле 2007 года талантливый музыкант начал учебу в частном столичном университете Ueno Gakuen University. В октябре того же года вышел его первый альбом «Дебют», который занял второе место в чарте продаж «Oricon» и побил рекорд Юкиэ Нисимуры (англ. Yukie Nishimura), чей альбом в 1991 году был на третьем месте.
В 2009 году главный приз Конкурса пианистов имени Вана Клиберна впервые выиграли два представителя азиатских стран — Нобуюки Цудзии и Чжан Хаочэнь из Китая. За всю 47-летнюю историю конкурса настоящей сенсацией стала победа на нём незрячего пианиста. По словам Нобуюки, первое место в этом престижном музыкальном соревновании оказалось полной неожиданностью для него самого.
После триумфа на конкурсе имени Вана Клиберна популярность компакт-дисков с записями классической фортепианной музыки в исполнении Нобуюки Цудзии и его концертных выступлений резко возросла не только в Японии, но и далеко за её пределами.
|  |  |  |  |  |

В репертуаре пианиста произведения Моцарта, Бетховена, Шопена, Листа, Паганини, Дебюсси, Мусоргского, Чайковского, Рахманинова, Капустина и др. Нобуюки Цудзии участвовал в фортепианном фестивале в Руре (нем. Klavier-Festival Ruhr), выступал с сольными концерты в Вашингтоне, Индианаполисе, Хьюстоне, Абу-Даби и так далее. В качестве солиста он работает с ведущими оркестрами под управлением таких известных дирижёров, как Владимир Ашкенази, Владимир Спиваков, Ютака Садо.
В дополнение к таланту музыкального исполнителя Нобуюки обладает композиторским даром, его первой авторской композицией была «Street Corner of Vienna», в 2010—2011 годы он сочинял музыку для японского фильма, а также для японской телевизионной драмы. Во время Всемирного экономического форума в Давосе в январе 2012 года демонстрировался короткометражный фильм «Огни Японии», где Нобуюки Цудзии играет на рояле, восстановленном после повреждений при разрушительном землетрясении 2011 года в восточной Японии.

## Комментарии
В 2009 году один из членов жюри конкурса имени Вана Клиберна, главный музыкальный критик газеты «Boston Globe» Ричард Дайер (англ. Richard Dyer) признался: «Очень редко я могу закрыть свой блокнот и просто слушать исполнение. Нобуюки побудил меня слушать его, не прерываясь». Другой член жюри этого конкурса Мишель Берофф (англ. Michel Béroff) в интервью для японского музыкального журнала «Chopin» так высказался об игре пианиста: «Особенность его исполнения — это звук. Он имеет глубину, цвет и контрастность, подлинная музыка».
Сам Нобуюки в условиях нахлынувшего после победы в Техасе потока многочисленных концертов и интервью скромно говорит: «Медаль немного обременяет… Но мне нравится играть перед публикой, поэтому я стараюсь каждый раз выступить хорошо».
Авторы разных статей цитируют слова незрячего пианиста:
В мире музыки нет преград

## Видеозаписи
- Nobuyuki Tsujii 2 and 7mos years old (1991)  (яп.) (англ.)
- Liszt Paganini Etude No.3,  Van Cliburn International Piano Competition, 2009  (яп.) (англ.)
- 辻井伸行．ロックフェラーの天使の羽, 2009  (яп.)
- Nobuyuki Tsujii — A Morning in Cortona, 2010 (яп.) (англ.)
- 天才ピアニスト辻井伸行生出演 2011  (яп.)